# František Baťka
František Baťka (2. prosince 1922 Kostice – 17. června 2008 Žernůvka) byl český římskokatolický kněz a papežský kaplan.

## Život
Narodil se 2. prosince 1922 v Kostici u Břeclavi. Navštěvoval Klasické gymnázium na Velehradě a poté Teologické učiliště v Brně. Po teologických a filosofických studiích byl dne 5. července 1947 biskupem Karlem Skoupým vysvěcen na kněze a svou primici sloužil v kostele svatého Mikuláše v Tvrdonicích, na jehož stavbě se v studentských letech podílel. Po vysvěcení se stal kaplanem v Měříně a roku 1949 se na krátký čas stal farním administrátorem v Bohdalově. Ve stejný rok byl zatčen a obviněn za „podvracení republiky“. Odsouzen byl 1.8.1950. Vězněn byl až do roku 1954, kdy byl podmínečně propuštěn, a to ve Žďáru nad Sázavou, v Praze na Pankráci, v Jáchymově, na Mírově, v Mladé Boleslavi a ve Valdicích.
Dle sdělení ÚNZ v Mladé Boleslavi církevnímu tajemníkovi ve věci možného podmínečného propuštění, ve vězení pracoval velmi dobře, byl ukázněný, ale i nadále zůstal zastáncem církevní hierarchie a ideologie. A taky, že mu je jedno, zda bude podmínečně propuštěn. Proto podmínečné propuštění nedoporučuje. Krajská prokuratura po dohodě s krajským církevním tajemníkem přesto ale vydala vyjádření, kde doporučují, aby byl František Batěk podmínečně propuštěn s odůvodněním: " Zastáncem církevní hierarchie a ideologie jest ještě mnoho kněží, když né zjevně tedy skrytě a proto nemůže být toto důvodem k tomu aby dotyčný nebyl podmínečně propuštěn." (citace včetně gramatických chyb)
Po propuštění začal působit jako kooperátor kostela svatých Cyrila a Metoděje v Brně-Židenicích. Dále působil v Mikulčicích, Slavonicích, Kunštátu a dalších farnostech brněnské diecéze.
Od roku 1990 do roku 2004 se staly jeho působištěm Mikulčice a Lužice. Zde obnovil úctu ke svatým Cyrilovi a Metodějovi a dal podnět k cyrilometodějským poutím v areálu Slovanského hradiště v Mikulčicích.
V roce 2005 jmenován čestným občanem městské části Brno-Židenice.
Roku 2006 mu papež Benedikt XVI. udělil titul Kaplana Jeho Svatosti.
Zemřel 17. června 2008 po nemoci v Domově sv. Alžběty v Žernůvce u Tišnova. Jeho tělo odpočívá v rodinné hrobce na hřbitově v Kosticích.